# Antoine Léonard Thomas

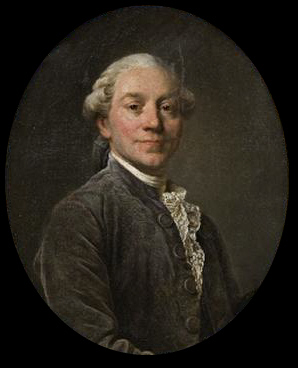
Antoine Léonard Thomas von Joseph Siffred Duplessis (1725–1802)

Antoine Léonard Thomas (* 1. Oktober 1732 in Clermont-Ferrand; † 17. September 1785 in Oullins) war ein französischer Rhetoriker und Dichter der Aufklärung.
Thomas war seinerzeit berühmt wegen der Eloquenz seiner Reden auf bedeutende Personen der französischen Geschichte, wie den Marschall von Sachsen, den Kanzler des Königs d’Anguesseau, den Admiral der französischen Flotte Duguay-Tronin, auf den Duc de Sully, Marschall von Frankreich, sowie auf den Philosophen René Descartes. Als seine Glanzleistung gilt die Rede auf Marc Aurel.
Die Académie française zeichnete ihn 1739, 1760, 1761, 1763 und 1765 mit dem Rhetorik-Preis (Prix d’éloquence) aus. Außerdem erhielt er 1762 den Akademie-Preis für Poesie.
Thomas war Habitué mehrerer Pariser Salons, die von finanziell unabhängigen Frauen geführt wurden und in denen Literaten, Musiker, Wissenschaftler und Mitglieder des Adels verkehrten. Protegiert wurde er von Mme Geoffrin, die ihm eine Pension aussetzte und mit einem Legat von 1.275 Livre bedachte.

## Thomas und dieAcadémie française
Thomas’ Aufnahme in die Académie française gestaltete sich eher schwierig. Als er im Jahre 1763 als Anwärter auf einen freiwerdenden Fauteuil  im Gespräch war, wurde seine Bewerbung gegenüber dem zweiten Kandidaten Jean-François Marmontel zurückgenommen, sehr zum Missvergnügen seines Dienstherrn, des Herzogs von César Gabriel de Choiseul-Praslin, ministre français des affaires étrangères, der ihn daraufhin aus seinen Diensten entließ.
Allerdings wurde er als Kandidat für den nächsten freien Platz bestimmt, und so musste er noch drei weitere Jahre warten, um schließlich den Fauteuil 30 in der Nachfolge des Historikers Jacques Hardion (1686–1766) einzunehmen. Seine Antrittsrede hielt er zum Thema Homme de lettres und Bürger. In seiner Rede betonte er, dass ein homme de lettres unabhängig sein müsse. Am 23. August 1770 hielt er eine weitere Rede auf Marc Aurel, die jedoch auf Anordnung des französischen Kanzlers nicht gedruckt werden durfte. Im folgenden Jahr hielt er zum Anlass der Aufnahme von Loménie de  Briennes in die Académie française eine Ansprache, in der er auf gewisse Machenschaften des Generalstaatsanwalts Séguier anspielte, was vom Publikum mit Beifall aufgenommen wurde. Séguier denunzierte ihn beim Kanzler, chancelier de France René Charles de Maupeou (1688–1755), der Thomas ein Redeverbot in der Öffentlichkeit erteilte. Daraufhin solidarisierten sich einige Mitglieder der Akademie mit Thomas und setzten Séguier „in Quarantäne“.
Sein Nachfolger auf den Fauteuil 30 war der französische General und Militärschriftsteller
Jacques Antoine Hippolyte Guibert.

## Der Essay über die Frauen
Anfang des Jahres 1772 publizierte Thomas einen 140 Seiten umfassenden Text, den „Essay über den Charakter, die Sitten und den Geist der Frauen in den verschiedenen Jahrhunderten“.
Er beginnt dort mit einem breiten historischen Überblick über die Sozialgeschichte der Frau auf der Grundlage von Lebensbeschreibungen berühmter historischer Frauen, um dann die Frage zu stellen, die zwei Jahrhunderte später den Feminismus und die Genderforschung bewegen wird: Wenn keine Frau mit berühmten Männern gleichgezogen hat, liegt das an der Erziehung oder an der Natur (Si aucune femme s'est mise à côté des hommes célèbres, est-ce la faute de l'éducation ou de la nature?)
Nach Einschätzung von Trouille bleibt Thomas in seinem Essay im Rahmen überkommener Geschlechter-Stereotype: Die Unfähigkeit von Frauen, mit berühmten Männern gleichzuziehen, verortet er in ihrer Natur, an ihren zarten Nerven, ihrer angeborenen Bescheidenheit und ihrem behüteten Leben. Ihre Unterlegenheit gegenüber dem Mann sowohl in den Wissenschaften als auch in den Künsten sei ihrer natürlichen Ungeduld, ihrer mangelnden Ausdauer und ihrer Unfähigkeit zu starken Emotionen geschuldet. Die Imaginationskraft der Frau sei möglicherweise dem Spiegel ähnlich, der alles reflektiere, aber nichts Neues schaffe. Ihre naturgegebene Rolle sei die der Frau und Mutter und nicht eine exponierte Stellung in der Öffentlichkeit. Den Hang von Frauen der Pariser Gesellschaft seiner Zeit, sich in die Politik einzumischen, bzw. sich öffentlich zu exponieren, hält er für unnatürlich.
Andererseits erkennt und bedauert er die Unterdrückung der Frau über die Jahrhunderte.
Schon vor Erscheinen seiner Untersuchung, als Thomas von seinem Projekt im Freundeskreis erzählte, zog er sich den Spott der einflussreichen Correspondance littéraire zu, die außer von Melchior Grimm auch von dessen langjähriger Freunden Louise d’Épinay und Denis Diderot redigiert wurde. Antoine Léonard Thomas galt allgemein als „Jungfrau“ (vierge), und man bezweifelte öffentlich seine Eignung für eine derartige Untersuchung.
Im Mai 1771 trug Thomas seinen Essay aus Anlass der Einführung des Abbés Arnaud (1721–1784) in die Akademie öffentlich vor, woraufhin die Correspondance dem Autor süffisant empfahl, zum Nutzen seiner Untersuchung sich doch intimer mit den „Heroinen“ der Salons, in denen er verkehrte, einzulassen. Im März 1772 erschien das Buch im Druck, und in der Correspondance vom 1. April des gleichen Jahres ging Diderot dann in einer Buchbesprechung wenig zimperlich mit dem Autor ins Gericht. Sein Verriss verbreitete sich in den Salons, der Autor war der Lächerlichkeit preisgegeben.

### Kritik
Pathos und Leidenschaft für sein Sujet, die Diderot bei dem Autor vermisst, hat der Kritiker selbst im Übermaß. In einer leidenschaftlichen und selbstbezogenen Rezension entwirft er das Bild der Frau als dem „einzigen Wesen auf dieser Welt, das uns Gefühl mit Gefühl vergilt und sein Glück in dem Glück findet, das es uns schenkt“ (S. 14). Die fundamentale Differenz zwischen Mann und Frau, die Tendenz der Frau zur Hysterie, ihr Hang, Affekte und Emotionen bis zu einem Grad zu steigern, „den ein Mann nie erleben wird“ (S. 14), verortet Diderot allein in den naturgegebenen biologisch-physiologischen Unterschieden der Geschlechter. Ihre biologische Disposition bestimmt sie für ihre Rolle als Ehefrau und Mutter, und sowohl die Erziehung durch die eigene Mutter als auch die Spielregeln der Gesellschaft zwingen sie in eine „Knechtschaft“ (S. 26), von der er – Diderot – sie befreien würde, wenn er nur könnte.
Die absolute Gegenposition nimmt Louise d'Épinay ein. In ihrem Brief vom 14. März 1772 an Abbé Ferdinando Galiani äußerte sie sich schockiert über die Banalität von Thomas’ Argumentation. Die vom Autor geäußerte Anteilnahme am Schicksal der Frau, hält sie für Heuchelei.
Es sei eine Tatsache, so führt sie in ihrem Brief aus, dass Männer und Frauen sowohl in ihren physischen als auch intellektuellen Fähigkeiten absolut gleich sind. Als Beleg führt sie die Frauen der Naturvölker an (les femmes sauvages), die so robust und agil seien wie die Männer. Die angebliche körperliche Schwäche von Frauen sei allein Folge der Erziehung und des kulturellen Umfelds. Nach ihrer Meinung haben Frauen und Männer seit Geburt die gleichen kognitiven Fähigkeiten, die es ihnen erlauben, öffentlich aktiv zu werden.
Im Zuge der Feminismus-Debatten des vorigen Jahrhunderts wurde Thomas’ Text gelegentlich neu gelesen.
Die amerikanische Historikerin Mary Trouille, die sich in ihrer Forschung auf die Rolle der Frau im 18. Jahrhundert fokussiert hat, sieht in Thomas den Verfechter einer traditionellen Rollenzuweisung der Frau, die Tendenz von Frauen seiner Zeit, sich öffentlich in die Politik einzumischen, die traditionellen Geschlechterrollen zu vermengen, halte er für „unnatürlich“, zum Segen der Regeneration der Gesellschaft sei es notwendig, dass die Frauen sich wieder auf ihre Rolle als Mutter und Hüterinnen häuslicher Tugenden besännen. Laut Badinter hat Thomas das Verdienst, Fragen formuliert zu haben, die in der feministischen Debatte immer noch virulent sind. Sie zieht folgendes Fazit:
„Gleicht die Frau dem Mann, sodass es sich gehört, sie als Partnerin zu behandeln? Oder aber bleibt sie immer „Das Andere“ (L'autre) mit allen unzerstörbaren Merkmalen des Unterschieds ausgestattet, die zugleich Verlangen und Furcht hervorrufen. Im ersten Fall stellt sich Gleichheit von selbst her, anderenfalls ist sie schwierig zu realisieren. „Gleichheit in der Differenz erkennen und anerkennen ist eine schöne Vorstellung, aber ist das nicht auch eine schöne Utopie?““

## Werke (Auswahl)
- Poésis diverses.  1763.
- Odes sur les temps.
- Œuvres de Thomas. Belin, Paris 1819.
- Essai sur le caractère, les mœurs et l’esprit des femmes dans les différens siècles. 1772.
- Essai sur les éloges. 1773.

Literaturtheoretische Untersuchung über das Genre der Preisrede.